# Гожиці (Ясельський повіт)
Гожиці (пол. Gorzyce) — село в Польщі, у гміні Новий Змигород Ясельського повіту Підкарпатського воєводства.
Населення — 520 осіб (2011).
У 1975—1998 роках село належало до Кросненського воєводства.

## Демографія
Демографічна структура станом на 31 березня 2011 року:
|          | Загалом | Допрацездатний вік | Працездатний вік | Постпрацездатний вік |
| -------- | ------- | ------------------ | ---------------- | -------------------- |
| Чоловіки | 249     | 47                 | 177              | 25                   |
| Жінки    | 271     | 47                 | 161              | 63                   |
| Разом    | 520     | 94                 | 338              | 88                   |